# 香蕉等效劑量
香蕉等效劑量（Banana Equivalent Dose，BED）是一种非正式的电离辐射暴露剂量单位，旨在向大众比较通常的辐射剂量与吃下一个平均尺寸香蕉所受到的天然放射性核素辐射剂量。香蕉包含着天然放射性的钾-40 (40K)。

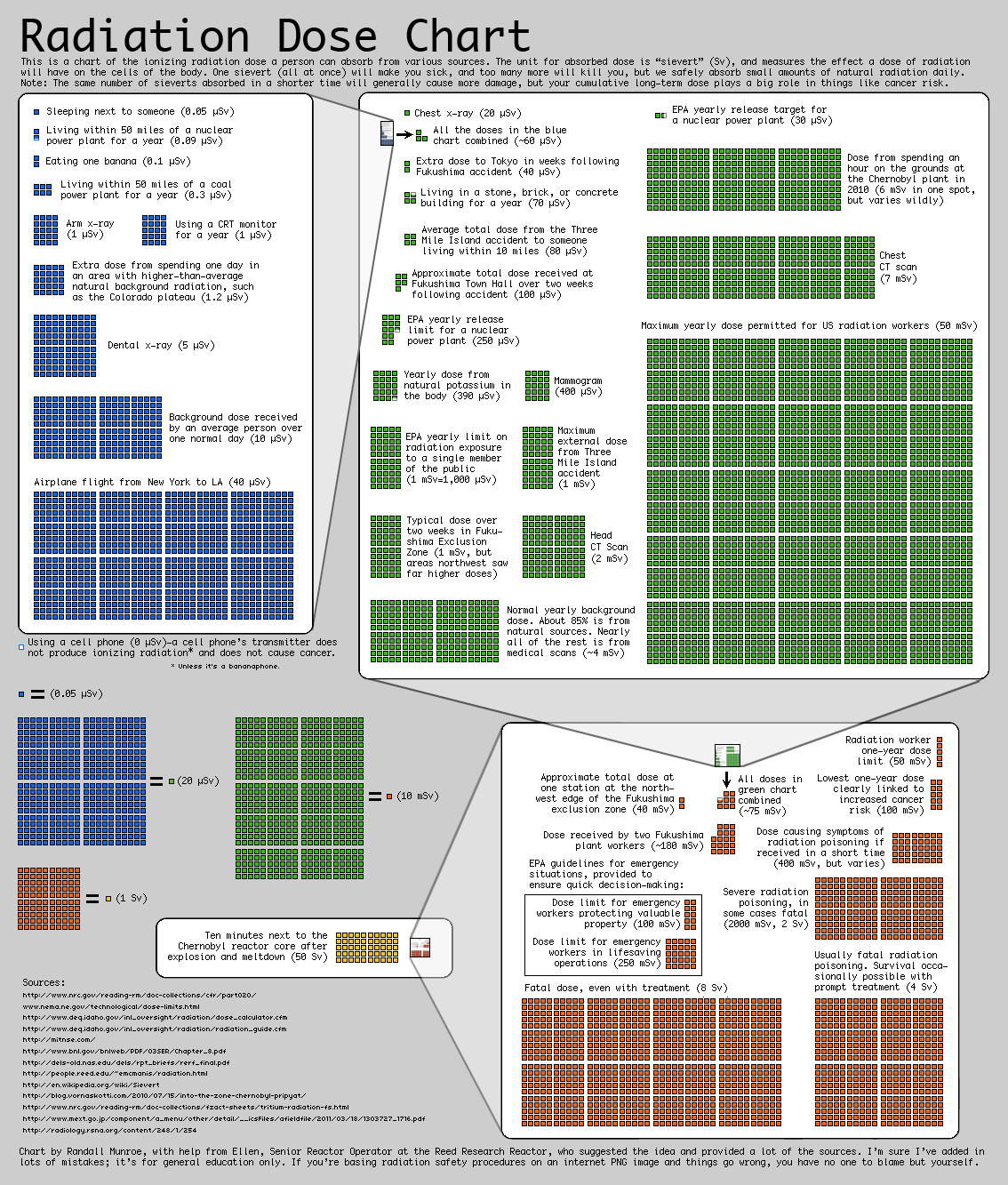
辐照剂量，从极小到致死

1香蕉等效劑量=0.0778微西弗。計算的依據主要是由於香蕉含有大量的鉀元素，天然鉀當中約有百万分之117(0.0117%)的天然放射性的同位素鉀40。鉀40由於半衰期長達12億5千萬年（地球壽命為45億年）。每克天然钾的放射性活度，等于其中40K的原子数量除以40K原子以秒计量的平均寿命。每克天然钾中40K的原子数量是阿伏加德罗常数 6.022×1023除以天然钾的原子量39.0983克/摩尔再乘以40K的丰度0.000117，结果为1.80×1018每克。 对于指数衰减，平均寿命等于半衰期(3.94 × 1016秒)除以2的自然对数，结果为5.684×1016秒因此每1克天然鉀中，放射性活度約31貝克勒。而1根香蕉中，平均而言約含有0.5克的天然鉀，所以每根香蕉約含有放射性活度15.5貝克勒的放射性鉀40。依據美國環境保護署提供的轉換因數，每貝克的鉀40平均對每個成年人在50年期间造成的等效劑量为5.02納西弗。所以，1根香蕉的等效劑量=(15.5貝克勒)(5.02納西弗/貝克勒)=0.0778微西弗。1根香蕉中包含约15克碳中的碳-14(14C)提供了3-5次贝塔衰变每秒。
由于人体对钾的新陈代谢保持了钾的总量平稳，因此从香蕉等食物摄入的钾并不会在人体内蓄积。因此摄入钾-40的放射性剂量也不会在人体内蓄积。 因此任何从食品中过量吸收的钾都会有等量的钾被肾脏排出体外。
1根香蕉的辐射剂量，相当于每日的天然本底辐射的百分之一。即100根香蕉等效剂量。核电站对周边环境的最大允许辐射暴露是每年2500根香蕉等效剂量(250 μSv)。胸部CT扫描是7万根香蕉等效剂量(7 mSv)。致死剂量是3千5百万根香蕉等效剂量(3500 mSv)。距离1979年三里岛核事故10英里的人承受了800根香蕉等效剂量。
其他含鉀非常豐富的食物（如葵花籽、腰豆、馬鈴薯、巴西豆等）也有类似的等效劑量概念。

## 历史
有据可查的香蕉等效劑量最早出现在1995年RadSafe核安全邮件列表中， 勞倫斯利佛摩國家實驗室的Gary Mansfield提到了香蕉等效劑量在向公众解释极小剂量带来极小风险时非常有用。 